# Tournoisis
Tournoisis är en kommun i departementet Loiret i regionen Centre-Val de Loire strax norr Frankrikes mitt. Kommunen ligger i kantonen Patay som tillhör arrondissementet Orléans. År 2022 hade Tournoisis 383 invånare.

## Befolkningsutveckling
Antalet invånare i kommunen Tournoisis
| Referens: INSEE |